# نینا واتاسی
نینا باریسانا واتاسی (به بلاروسی: Ніна Барысаўна Ватацы؛ ۱۴ مه ۱۹۰۸ – ۳ اوت ۱۹۹۷) کتاب‌شناس و منتقد ادبی بلاروسی بود که به‌خاطر کار خوبی که از سال ۱۹۴۵ تا ۱۹۹۰ به عنوان کتاب‌شناس ارشد در کتابخانه ملی بلاروس داشت، شناخته شده است.

## زندگی‌نامه
نینا واتاسی در سال ۱۹۰۸ در وندن، استان لیولند، که اکنون چسیس، لتونی است، به دنیا آمد. او در کودکی بسیار ضعیف بود و از آتروفی عضلانی رنج می‌برد، اما در نهایت قدرت کافی برای حضور در مدرسه را به دست آورد بدون اینکه توجهی به مسائل سلامتی خود جلب کند.
پس از نقل مکان به مینسک در سال ۱۹۲۶ و فارغ‌التحصیلی از دانشگاه دولتی بلاروس در سال ۱۹۳۰، او کار خود را در کتابخانه دولتی BSSR آغاز کرد که به کار زندگی او تبدیل شد.
او در سال ۱۹۳۳ با الکساندر ساوچنکو که دانشجوی کارشناسی ارشد بود ازدواج کرد. پس از مدتی، شوهر او به اتهام «دشمن مردم» مدت کوتاهی پس از عروسی آنها زندانی شد. در سال ۱۹۴۱ برای جنگ جهانی دوم به جبهه اعزام شد. سال بعد در آنجا درگذشت. پس از مرگ همسرش، واتاسی هرگز دوباره ازدواج نکرد و فرزندی نداشت.
مشکلات سلامتی که واتاسی در دوران کودکی داشت، در سال‌های آخر زندگی‌اش دوباره بازگشت، و به تدریج بینایی خود را از دست داد، اما علیرغم این، او به کار و زندگی مستقل ادامه داد. او در سال ۱۹۹۰ از کار خود در کتابخانه ملی بازنشسته شد و در سال ۱۹۹۷ در سن ۸۹ سالگی درگذشت.

## حرفه
واتاسی بیشتر به خاطر کارش به عنوان کتاب‌شناس و منتقد ادبی شناخته می‌شود. او در تاریخ کتابخانه دولتی BSSR، که اکنون به عنوان کتابخانه ملی بلاروس شناخته می‌شود مشغول به کار شد، و با توجه به اینکه بیش از نیم قرن در آنجا کار می‌کرد، به عنوان یک شخصیت اصلی در نظر گرفته می‌شود.
او ابتدا از سال ۱۹۳۰ تا ۱۸۳۶ در این کتابخانه کار کرد، و به دنبال آن در کتابخانه‌های منطقه‌ای در آرخانگلسک، کیراوسک و اولیانوفسک کار کرد. در طول جنگ جهانی دوم، او کتابخانه‌ای را در بیمارستانی در دیمیتروفگراد، روسیه اداره می‌کرد. پس از بازگشت به مینسک در سال ۱۹۴۵، او کتاب‌شناس ارشد کتابخانه شد و این سمت را تا سال ۱۹۹۰ حفظ کرد. در آن سال‌های اولیه پس از جنگ، او به بازسازی کتابخانه کمک کرد، کتابخانه‌ای که در جریان درگیری غارت و رها شده بود.
از زمان پست خود در کتابخانه دولتی، او در توسعه کتابشناسی ادبی ملی بلاروس نقش بسزایی داشت. او ده‌ها کتاب‌شناسی بنیادی دربارهٔ کتابهای داستانی، علوم ادبی، نقد و نمایش بلاروس گردآوری کرد که به تعریف و شکل‌دهی ادبیات ملی این کشور کمک کرد. او همچنین در جمع‌آوری و ویرایش کتابهای داستانهای گردآوری شده کار می‌کرد و عضو اتحادیه نویسندگان بلاروس بود.
نویسندگان خاصی که او برای زندگی و حرفه آنها کتابشناسی جمع‌آوری کرده و در مورد آنها کتاب و مقاله نوشته است بسیارند اما او به ویژه به ماکسیم بهدانوویچ علاقه‌مند بود و برای کشف مطالب ناشناخته در مورد زندگی و کار او تلاش می‌کرد و چندین کتاب دربارهٔ این شاعر از جمله آهنگ ماکسیم (۱۹۸۱) و جاده‌ها (۱۹۸۶) تهیه کرد. موزه ادبی ماکسیم بهدانوویچ در مینسک اساساً بر اساس آثار او ساخته شده است.
دهه‌ها تجربه او باعث شد واتاسی ذهنی دایره‌المعارفی از تاریخ ادبی بلاروس داشته باشد و اغلب محققان در سراسر کشور او را به عنوان یک متخصص ادبی می‌شناختند. او همچنین در زمان بازنشستگی یکی از کارشناسان سطح بالای علم کتابداری در کشور بود و به تربیت کتابداران مشتاق کمک کرد. در سال ۱۹۶۳ او به عنوان کارمند محترم فرهنگی BSSR نام گرفت و یکی از اولین کتابدارانی بود که این افتخار را دریافت کرد.